# Riecznaja Sosnowka
Riecznaja Sosnowka (ros. Речная Сосновка) – wieś w Rosji, w rejonie szeksnińkim obwodu wołogodzkiego. W 2010 r. liczyła 26 mieszkańców.